# Max Sparer
Max Sparer (* 6. Juni 1886 in Söll bei Tramin; † 29. Januar 1968 in Montiggl, Eppan) war ein Südtiroler Maler und Grafiker. In seinen Werken stellte er überwiegend Tiroler Landschaften und die Bauern bei ihrer Arbeit dar.

## Werdegang

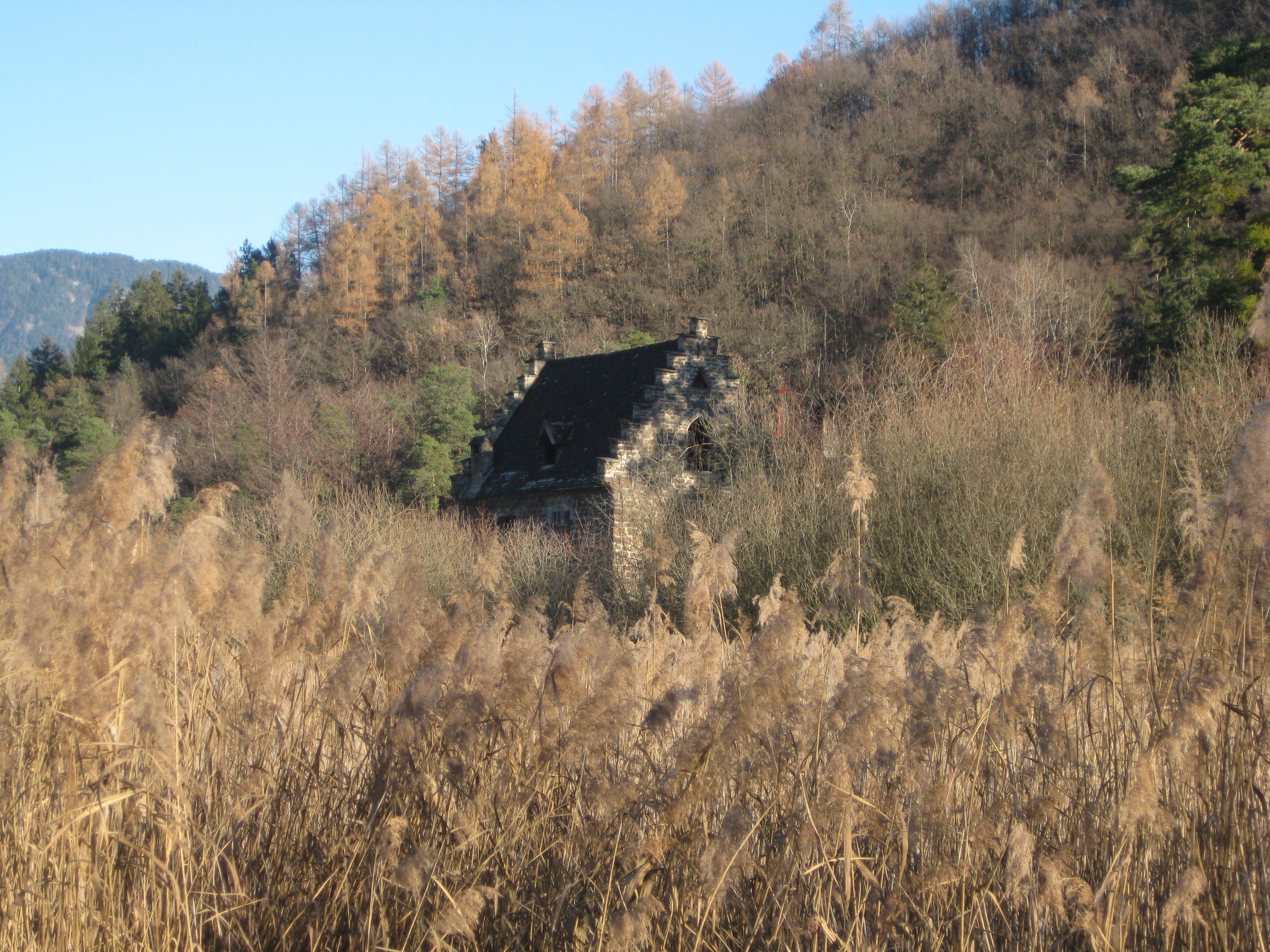
Das Schlössl am Großen Montiggler See, in dem Sparer seine letzten Lebensjahre verbrachte

Nach seiner Ausbildung in der Lehrerbildungsanstalt und dem Franziskanergymnasium in Bozen besuchte er einige Kunstkurse. 1926 war er mit seinen Werken erstmals auf der Dritten Kunstbiennale des Tridentinischen Venetiens in Bozen vertreten, ebenso 1938 und 1940 auf den faschistischen Syndikatsausstellungen in Bozen. 1939 gestaltete er das Titelblatt eines für das Bozner Armeekommando bestimmten Kalenders mit dem Motiv des Siegesdenkmals. In der Optionszeit entwarf er Propagandazeichnungen, die zur geschlossenen Abwanderung der Südtiroler in das Großdeutsche Reich aufriefen. Im Alter von 45 Jahren zog er sich in das Schlössl am Großen Montiggler See zurück, wo er 1968 verarmt starb.
Max Sparer gehörte zu den Gründungsmitgliedern des Südtiroler Künstlerbundes. Er war außerdem ein begabter Zitherspieler; bei einem seiner Konzerte 1911 war der spätere Kaiser Karl zugegen. In der Eppaner Fraktion Gand wurde eine Straße nach ihm benannt.

## Ausstellungen
- 1927: 5. Kunstausstellung in Padua
- 1928: Biennale di Venezia in Venedig
- 1930: Galerie Taxishof, Innsbruck
- 1930: Internationale Kunstausstellung, Budapest
- 1932: Biennale in Venedig
- 1932: Kunstbiennale in Bozen
- 1938: Ausstellung der Südtiroler und Trentiner Künstler in Rom[4]
- 1942: 11. Bozner Kunstbiennale, „Preis des Duce“ in der Sparte Malerei[5]